# DNML (緑)
DNML(緑)は、ビジュアルノベル形式のゲームを作成可能なフリーソフトウェアであり、その構文はDNMLに準拠している。

## 概要
DNML(緑)は、花梨が開発した本家のDNML（以下、本家DNML）の仕様をほぼそのまま引き継いだ互換エンジンである。
本家DNMLと同様に、Susieプラグインを用いることであらゆる画像形式に対応できることと、ユーザがインストールしている原作ゲーム素材にアクセスするための仕組みを用意していることから、美少女ゲームの二次創作ツールとして主に利用されている。なお、『CLANNAD FULL VOICE』用のツールとして公開されているが、実際はそれ以外のゲームの二次創作にも問題なく利用可能である。
2008年2月29日に、『CLANNAD FULL VOICE』の発売に合わせて公開された。

## 特徴
本家DNMLにはなかったバックログ表示、既読スキップ、文章自動送りといった機能を備えている。
また『CLANNAD』のキャラクターボイス実装版である『CLANNAD FULL VOICE』（以下、FV版）に対応していることも特徴のひとつである。FV版では、画面サイズが従来の640x480(VGA)から800x600(SVGA)へと変更されることが発売前から謳われていた。そのため、今後新しくCLANNADを購入するユーザは、既存のCLANNADのDNMLブックが読めなくなることが確実であった。しかし、FV版の発売日に、画面サイズの違いを補整可能なDNML(緑)が登場したことにより、この問題が解決している。
最初の公開時には、CLANNAD FULL VOICEで既存のDNMLブックを読むためのツール、としか説明されていなかった。しかし実際は、テンプレートを導入することで他のゲームのDNMLブックも普通に閲覧可能となる完全なDNML互換エンジンであった。特に開発が予告されていたわけでもなく、唐突な登場であったが、最初のバージョンですでにDNMLの全てのタグをサポートしており、使い勝手も良好であったため、公開直後から新旧問わず多くのユーザが本家DNMLからDNML(緑)へ移行することとなった。

## 本家DNMLとの互換性
本家DNMLとの互換性は非常に高く、必要なSusieプラグインとテンプレートを導入することで、ほぼすべてのDNMLブック（DNMLで記述されたファイル）が閲覧可能である。また、本家DNMLで廃止になった古い仕様もサポートしており、2000年以前の初期のDNMLブックも、そのほとんどが正常に動作する。ただし、本家DNMLで存在したバグがなくなったことにより、古いDNMLブックを閲覧する際、一部の演出が作者の意図通りに表示されないこともある。
本家DNMLは環境により画面効果等のアニメーション速度にバラつきが出ることが多かったが、DNML(緑)は全体的に安定した速度で動作する。そのため、本家DNMLで作成されたDNMLブックをDNML(緑)でプレイすると、演出が作者が意図していたより高速に表示されてしまうことがある。
位置づけとしては、DNML(緑)は本家DNMLの上位互換に近いが、独自の仕様拡張についてはそれほど積極的には行われていない（2019年6月現在）。